# Рязаново (Селтинський район)
Ряза́ново (рос. Рязаново) — присілок у складі Селтинського району Удмуртії, Росія.

## Населення
Населення — 4 особи (2010; 10 в 2002).
Національний склад станом на 2002 рік:
- удмурти — 100 %

## Урбаноніми[3]
- вулиці — Рязановська